# リーボック (動物)
リーボック（Pelea capreolus）は、ウシ科リーボック属に分類される偶蹄類。本種のみでリーボック属を構成する。以前はブルーバック亜科に分類されていたが、分子系統学の見地から、新設されたリードバック亜科とされた。

## 分布
南アフリカ共和国

## 形態
体長105-125センチメートルで、尾長10-20センチメートル、肩高65-105センチメートル、体重18-30キログラム。全身は柔らかい体毛で密に被われる。尾は全体的に長い体毛で被われ、頭部や四肢の毛衣は黄褐色で胴体背面の毛衣は淡灰褐色、腹面の毛衣は白い。
耳介は細長く、吻端にある体毛で被われない板状の皮膚（鼻鏡）は盛り上がり、鼻孔よりも前方に突出する。蹄の間に臭腺（蹄間腺）があるが、眼下部（眼下腺）や耳介下部に臭腺がない。 
オスにのみ直線的で短い角があり、角長20-29センチメートル。

## 生態
河川、沼、湿原の周辺にある草原などに生息し、オス1頭と数頭のメスからなる小規模な群れを形成し生活する。
食性は植物食で、草、低木の葉などを食べる。
繁殖形態は胎生。妊娠期間は9か月半で1回に1-2頭（主に1頭）の幼獣を産む。